# Liste der Biografien/Abu
Liste der Biografien |
Portal Biografien |
Personensuche
# |
A |
B |
C |
D |
E |
F |
G |
H |
I |
J |
K |
L |
M |
N |
O |
P |
Q |
R |
S |
T |
U |
V |
W |
X |
Y |
Z |
?
 
Aa |
Ab |
Ac |
Ad |
Ae |
Af |
Ag |
Ah |
Ai |
Aj |
Ak |
Al |
Am |
An |
Ao |
Ap |
Aq |
Ar |
As |
At |
Au |
Av |
Aw |
Ax |
Ay |
Az
 
Aba |
Abb |
Abc |
Abd |
Abe |
Abf |
Abg |
Abh |
Abi |
Abj |
Abk |
Abl |
Abm |
Abn |
Abo |
Abp |
Abr |
Abs |
Abt |
Abu |
Abw |
Aby |
Abz
Die Liste der Biografien führt alle Personen auf, die in der deutschsprachigen Wikipedia einen Artikel haben. Dieses ist eine Teilliste mit 293 Einträgen von Personen, deren Namen mit den Buchstaben „Abu“ beginnt.

## Abu
- Abu Abd Allah Muhammad ibn Ahmad ibn Hischam, Qādī von Menorca
- Abu Abdallah († 1578), dritter Sultan der Saadier in Marokko (1574–1576)
- Abu Abdallah al-Qa'im († 1517), Scheich der Saadier in Marokko (1505–1517)
- Abū ʿAbdallāh asch-Schīʿī († 911), Missionar der Ismailiten im Maghreb
- Abu Abdullah, Mohamed (* 1981), bangladeschischer Leichtathlet
- Abu Ain, Ziyad (1959–2014), palästinensischer Politiker
- Abu Akleh, Shireen (1971–2022), palästinensisch-amerikanische JournalistinShireen Abu Akleh (1971–2022)

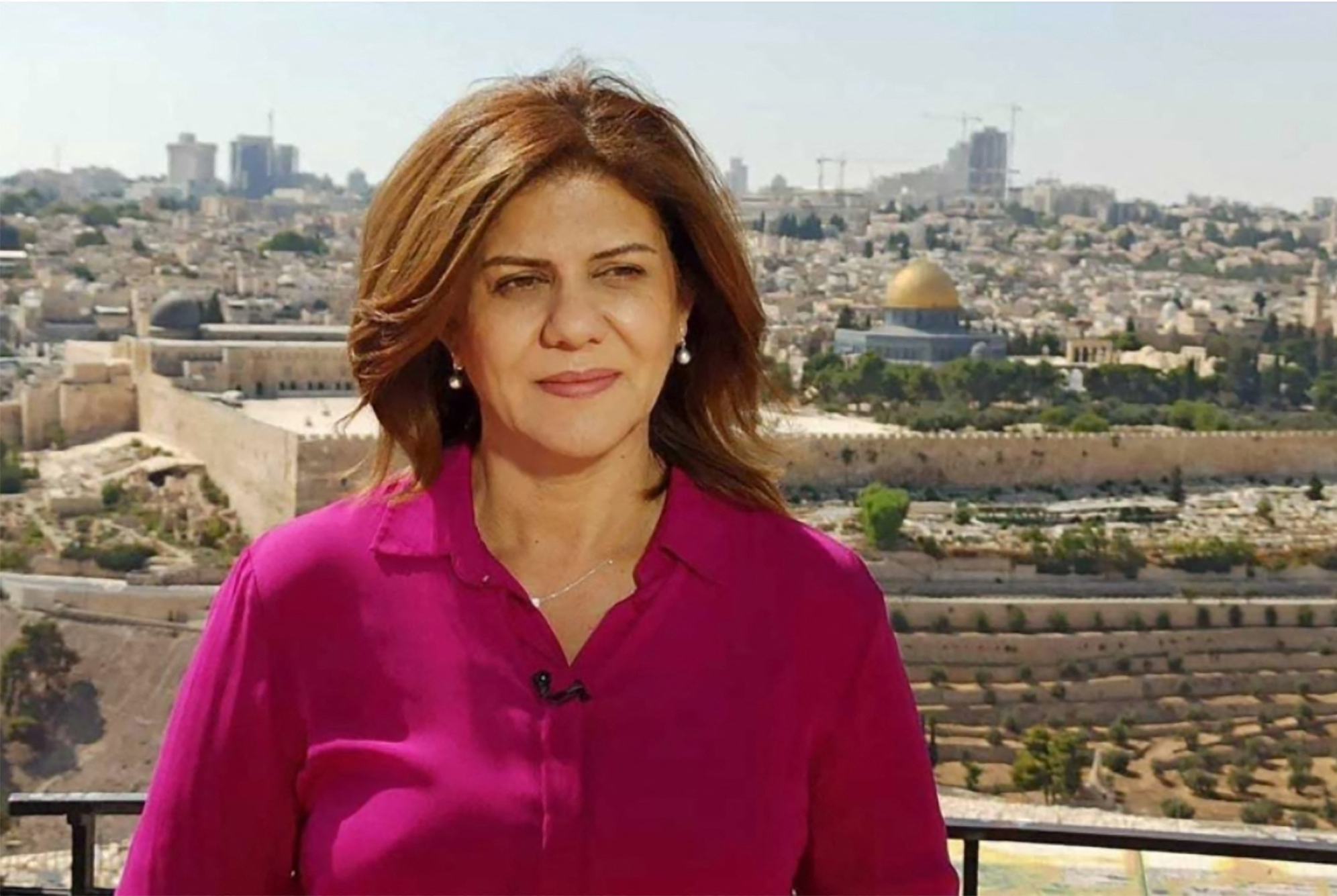
Shireen Abu Akleh (1971–2022)

- Abu al-As ibn al-Rabia († 634), Gefährte und der Schwiegersohn des Islamischen Propheten Mohammed
- Abu al-Dschadyan, Dschamal (1958–2007), palästinensischer Politiker und Mitbegründer der al-Aqsa-Märtyrer-Brigaden
- Abu al-Hasan (* 1589), indischer Miniaturmaler
- Abû al-Hasan ‘Alî ibn Ahmad al-Wâhidî an-Nîsâbûrî (1008–1075), Sohn
- Abu al-Qasim asch-Schabbi (1909–1934), tunesischer Dichter
- Abu al-Salt (1067–1134), andalusisch-arabischer Universalgelehrter
- Abu Alala, Amjad, Filmregisseur, Drehbuchautor und Filmproduzent aus den Vereinigten Arabischen Emiraten
- Abū ʿAlī al-Anbārī († 2016), irakischer Terrorist
- Abu ʿAli al-Chayyat, muslimischer Astrologe
- Abu ʿAmir, Muhammad Zaki, ägyptischer Jurist
- Abu Amr, Ziad (* 1950), palästinensischer Politiker
- Abu Arafeh, Khaled, palästinensischer Politiker
- Abū Ayyūb al-Ansārī (* 576), Gefährte des Propheten Muhammad
- Abu Azrael, irakischer schiitischer Miliz-Kommandeur
- Abu Bakar Bashir (* 1938), indonesischer religiöser Führer und islamistischer Terrorist
- Abu Bakar von Johor (1833–1895), Sultan von Johor (1886–1895)
- Abu Bakar von Pahang (1904–1974), malaysischer König, Sultan von Pahang
- Abu Bakar, Abdul Aziz (* 1945), bruneiischer Polizist und Prinzgemahl
- Abū Bakr († 634), erster der vier „rechtgeleiteten“ Kalifen, der Nachfolger Mohammeds nach Auffassung der SunnitenAbū Bakr († 634)

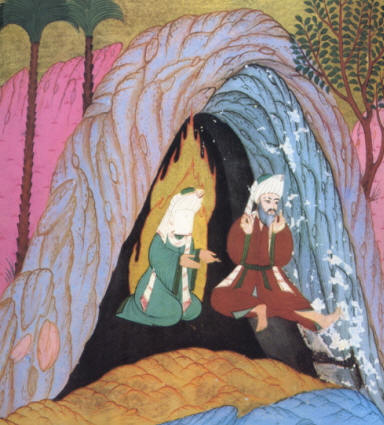
Abū Bakr († 634)

- Abu Bakr al-Karadschi, persischer Mathematiker und Ingenieur
- Abū Bakr ibn Sālim (1513–1584), sufischer Gelehrter
- Abu Bakr ibn Umar († 1087), Führer der Almoraviden
- Abu Bakr II. († 1346), Kalif der Hafsiden in Ifriqiya
- Abu Bakr, Radanfah (* 1987), trinidadisch-tobagischer Fußballspieler
- Abu Bakr, Randa (* 1966), ägyptische Literaturwissenschaftlerin
- Abu Basir, Gefährte des islamischen Propheten Mohammed
- Abu Chattab al-Kurdi († 2014), kurdischer Kommandant des Islamischen Staates
- Abū d-Dardā', Prophetengefährte Mohammeds
- Abu Daqqa, Samer (1978–2023), belgisch-palästinensischer Kameramann
- Abū Dharr al-Ghifārī, Gefährte des Propheten Mohammed
- Abu Drais, Methkal (* 1983), jordanischer Leichtathlet
- Abū Dschahl († 624), Widersacher des Propheten MohamedAbū Dschahl († 624)

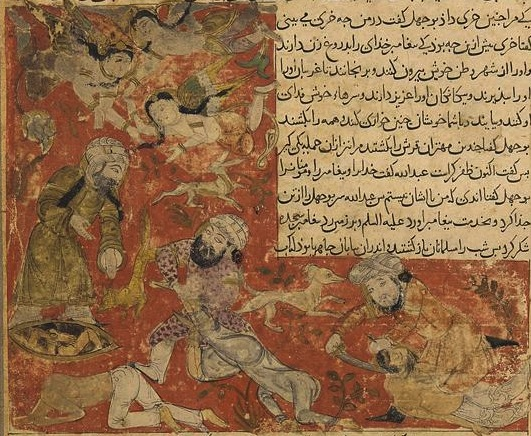
Abū Dschahl († 624)

- Abu Dudschana († 632), Gefährte des Islamischen Propheten Muhammed
- Abu Eisheh, Murad (* 1992), jordanischer Filmregisseur und Drehbuchautor
- Abu el-Haggag († 1243), Sufi-Scheich
- Abu Fani, Mohammad (* 1998), israelischer Fußballspieler
- Abu Fukayha (540–620), Sahaba des Islamischen Propheten Muhammed
- Abu Ghaith, Sulaiman (* 1965), kuwaitischer Terrorist
- Abu Ghazala, Abd al-Halim (1930–2008), ägyptischer General und Politiker
- Abu Ghazaleh, Tamer (* 1986), ägyptisch-palästinensischer Komponist, Sänger und Multi-Instrumentalist
- Abu Golayyel, Hamdi (1967–2023), ägyptischer Schriftsteller
- Abū Hafs al-Hāshimī al-Qurashī, Kalif des Islamischen Staates
- Abu Hafs Umar I. († 1295), Kalif der Hafsiden in Ifriqiya (1284–1295)
- Abu Hamdan, Lawrence (* 1985), britisch-libanesischer Künstler
- Abu Hamid al-Gharnati († 1170), arabischer Reisender, Geograph und Schriftsteller
- Abu Hammu I. Musa († 1318), Sultan der Abdalwadiden in Algerien (1308–1318)
- Abu Hammu II. Musa († 1388), Sultan der Abdalwadiden in Algerien
- Abu Hamza al-Masri (* 1958), fundamentalistischer islamischer GeistlicherAbu Hamza al-Masri (* 1958)

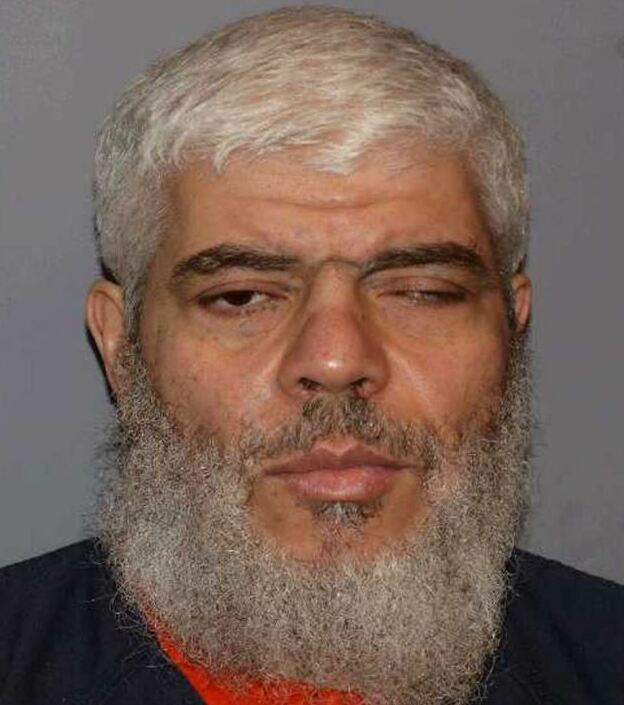
Abu Hamza al-Masri (* 1958)

- Abū Hamza ath-Thumālī, islamischer Gelehrter
- Abū Hanīfa (699–767), islamischer Theologe und Rechtsgelehrter
- Abu Hanna, Joel (* 1998), israelisch-deutscher Fußballspieler
- Abū Hāschim al-Dschubbā'ī († 933), islamischer Kalām-Gelehrter und Begründer der bahschamitischen Schule der Muʿtazila
- Abu Hasheesh, Mohammad (* 1995), jordanisch-irakischer Fußballspieler
- Abū Hudhayfah al-Ansārī, Sprecher des Islamischen Staates
- Abū Huraira, Gefährte des Propheten Mohammed
- Abu Ibrahim Ahmad († 863), Emir der Aghlabiden
- Abū ʿInān Fāris (1329–1358), Sultan der Meriniden in Marokko
- Abū ʿĪsā al-Warrāq, schiitischer Kalām-Gelehrter
- Abu ʿIsa Muhammad ibn Harun al-Raschid, Sohn
- Abu Ishaq Ibrahim I. († 1283), Kalif der Hafsiden in Ifriqiya (1279–1283)
- Abū Ishāq Ibrāhīm II. (850–902), neunter Emir der Aghlabiden in Ifrīqiya
- Abu Ismail, Hazem Salah (* 1961), ägyptischer Gelehrter und islamistischer Denker
- Abu Jaber, Kamel (1932–2020), jordanischer Politiker und Autor
- Abu Kalidschar (1009–1048), buyidischer Herrscher
- Abu Kamil, arabischer Mathematiker
- Abu l-Abbas Abdallah II. († 903), zehnter Emir der Aghlabiden in Ifriqiya (902–903)
- Abu l-Abbas Ahmad († 1549), dritter Sultan der Wattasiden in Marokko
- Abu l-Abbas Ahmad II. († 1394), Kalif der Hafsiden in Ifriqiya (1370–1394)
- Abu l-Abbas as-Saffah (722–754), erster Kalif der Abbasiden (749–754)
- Abū ʾl-ʿAbbās Muhammad I. († 856), Emir der Aghlabiden in Ifriqiya (841–856)
- Abū l-ʿAlāʾ al-Maʿarrī (973–1057), arabischer DichterAbū l-ʿAlāʾ al-Maʿarrī (973–1057)

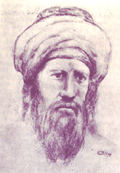
Abū l-ʿAlāʾ al-Maʿarrī (973–1057)

- Abu l-Asakir († 896), Herrscher der Tuluniden
- Abū l-Aswad ad-Duʾalī († 688), arabischer Lexikograf, Koranleser und Grammatiker
- Abu l-Atahiya (* 748), arabischer Dichter
- Abū l-Barakāt an-Nasafī († 1310), hanafitischer Rechtsgelehrter und Theologe
- Abū l-Faradsch al-Isfahānī (897–967), arabischer Gelehrter
- Abū l-Faradsch Hārūn ibn Faradsch, karäischer Gelehrter
- Abu l-Fawaris (957–987), Herrscher der Ichschididen in Ägypten (968–969)
- Abu 'l-Fazl (1551–1602), Chronist und Historiograf im indischen Mogulreich
- Abū l-Fazl Baihaqī († 1077), Verfasser eines umfassenden Geschichtswerks zur Ghaznavidenzeit: Tārīḫ-i Baihaqī
- Abu l-Gharaniq Muhammad II. († 875), Emir der Aghlabiden in Ifriqiya (864–875)
- Abu l-Hasan († 1351), Sultan der Meriniden in Marokko (1331–1351)
- Abū l-Hasan al-ʿĀmirī († 992), islamischer Philosoph und Logiker
- Abū l-Hasan al-Hāschimī al-Quraschī († 2022), Kalif des Islamischen Staats
- Abu l-Hasan Ali († 1485), Emir von Granada (1464–1482, 1483–1485)
- Abu l-Huda, Tawfiq (1894–1956), Premierminister des Königreichs Jordanien
- Abū l-Hudhail, spekulativer Theologe der Muʿtaziliten
- Abū l-Husain al-Husainī al-Quraschī (1979–2023), Anführer der terroristisch agierenden dschihadistischen Miliz Islamischer Staat
- Abū l-Laith as-Samarqandī (944–983), hanafitischer Faqih und maturiditischer Theologe
- Abū l-Makārim, Kopte und Schriftsteller
- Abu l-Qasim († 982), Emir von Sizilien
- Abū l-Qāsim al-Balchī († 931), muʿtazilitischer Gelehrter
- Abū l-Qāsim at-Taiyib, 21. Imam der Musta'li-Tayyibi-Ismailiten
- Abu l-Wafa (940–998), persischer Mathematiker
- Abu l-Walid (1967–2004), tschetschenischer Widerstandskämpfer
- Abū l-Walīd ibn Ruschd († 1126), malikitischer Gelehrter und Richter
- Abū l-Yaqzān, Ibrāhīm (1888–1973), algerischer ibaditischer Religionsgelehrter, Publizist, Schriftsteller und Antikolonialist
- Abu l-Yazid, Mustafa (1955–2010), ägyptischer Terrorist und hochrangiger Anführer der Organisation Al-Qaida
- Abū Lahab († 624), Onkel und unversöhnlicher Gegner des Propheten Mohammed
- Abu Libdeh, Salwa (* 1966), palästinensische Fernsehjournalistin
- Abū Lubāba, Nuqaba (Anführer) Medinas, unter dem Oberbefehl Mohammeds, einer von 12
- Abu Madyan (1126–1197), arabisch-andalusischer Lehrer und Dichter des Sufismus
- Abū Mansūr al-ʿIdschlī, Begründer einer extrem-schiitischen Sekte
- Abū Mansūr al-Māturīdī (893–941), islamischer Theologe
- Abu Marwan Abd al-Malik († 1578), vierter Sultan der Saadier in Marokko
- Abu Marzouk, Mousa (* 1951), Mitglied des Politbüros der HamasMousa Abu Marzouk (* 1951)

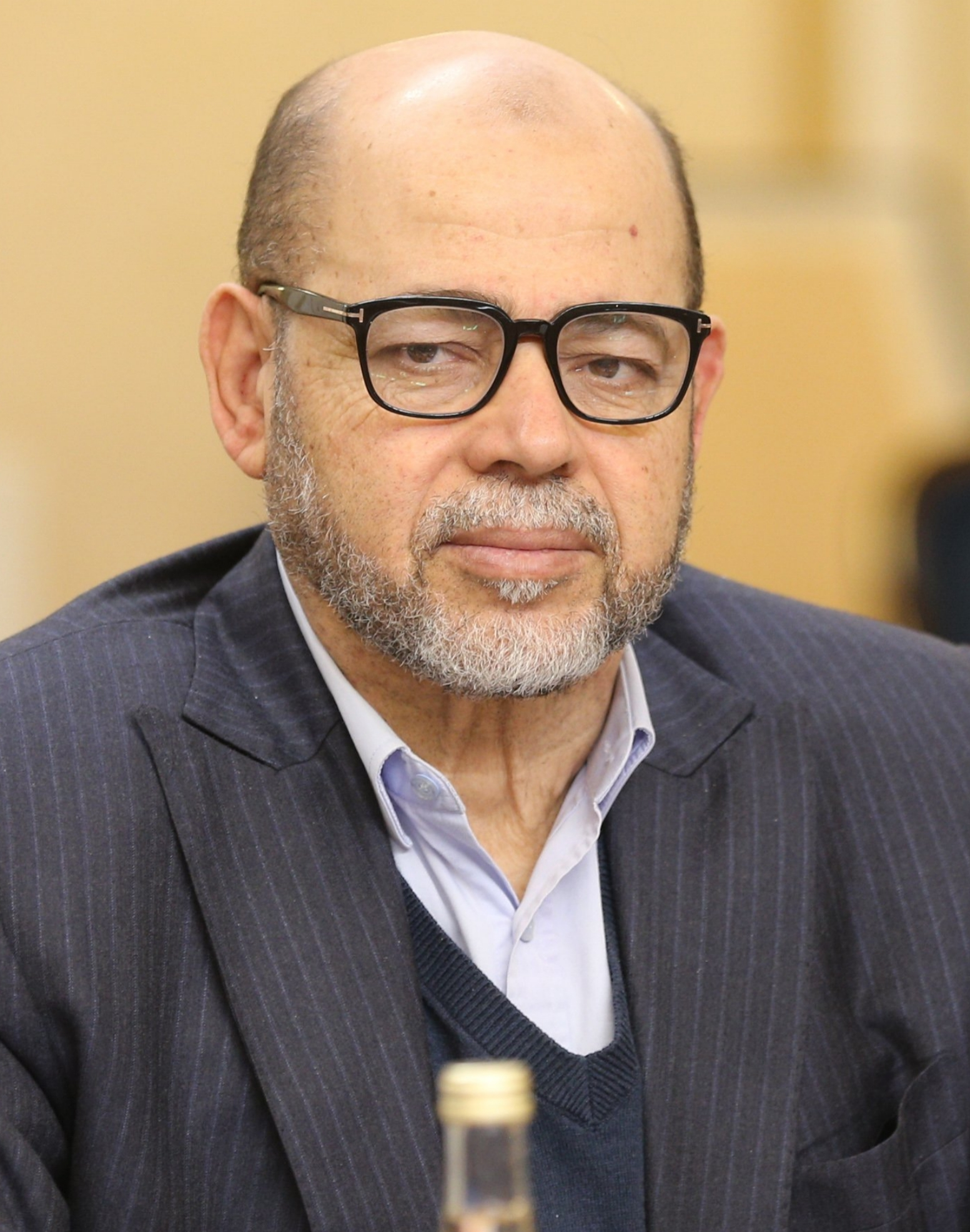
Mousa Abu Marzouk (* 1951)

- Abū Michnaf († 774), arabischer Geschichtsschreiber
- Abū Muhammad al-Kikunī (1835–1913), awarischer Scheich
- Abu Muhammad ibn al-Baitar († 1248), arabischer Arzt, Botaniker und Pharmakologe
- Abū Mūsā al-Aschʿarī, Gefährte (Sahaba) des Propheten Muhammad
- Abū Muslim († 755), persischer Nationalheld und Widerstandskämpfer
- Abū Muslim al-Bahlānī (1860–1920), omanisch-sansibarischer Autor, Publizist, arabischsprachiger Dichter, ibaditischer Rechtsgelehrter und islamischer Reformdenker
- Abu Nada, Hiba (1991–2023), palästinensische Poetin, Romanautorin, Ernährungswissenschaftlerin und Wikipedianerin
- Abū Nasr as-Sarrādsch († 988), Sufi-Gelehrter
- Abu Nasr Mansur, persisch-moslemischer Mathematiker und Astronom
- Abu Nidal (1937–2002), palästinensischer Terrorist und der Gründer des Fatah-Revolutionsrates, einer Abspaltung der PLO im Jahr 1974
- Abū Nuʿaim (948–1038), persischer Theologe
- Abu Nuwas (757–815), arabischer DichterAbu Nuwas (757–815)

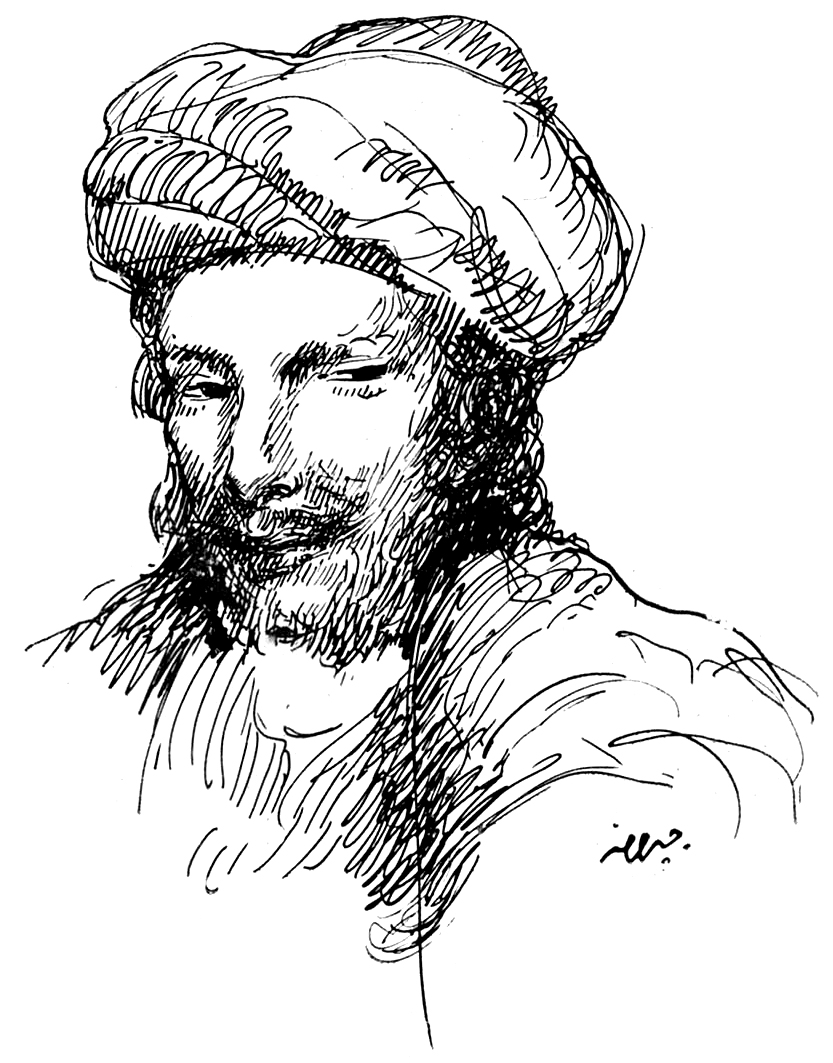
Abu Nuwas (757–815)

- Abu Obaida (* 1985), Sprecher der Kassam-Brigaden
- Abu Odeh, Adnan (1933–2022), jordanischer Politiker, Diplomat und Autor
- Abu Qais ibn al-Aslat († 622), Muchadram-Dichter
- Abu Quba, Waref (* 1986), syrischer Filmemacher
- Abū Quhāfa, Vater des ersten Kalifen Abu Bakr
- Abū Rāfiʿ († 627), Gegner Mohammeds
- Abu Rakwa († 1007), Führer eines Aufstandes gegen die Fatimiden (1005–1006)
- Abū Righāl, mystische Figur der vorislamischen Geschichte
- Abu Rischa, Abd as-Sattar (1972–2007), irakischer Klanführer; Anführer und Mitbegründer der sunnitischen Widerstandsbewegung „Rat zur Lösung von Anbar“ im Irak
- Abu Rischa, Omar (1908–1990), syrischer Diplomat und Dichter
- Abu Rumi, Mohamad (* 2004), israelischer Fußballspieler
- Abu Sabbah, Sarah (* 1999), deutsch-jordanische Fußballspielerin
- Abu Sad al-Ala ibn Sahl, persischer Mathematiker und Physiker
- Abū Saʿīd (1305–1335), mongolischer Ilchan von Persien
- Abu Said Uthman I. († 1303), zweiter Sultan der Abdalwadiden in Algerien
- Abu Said Uthman II. († 1331), siebente Sultan der Meriniden in Marokko (1310–1331)
- Abū Saʿīd-i Abū l-Chair (967–1049), bedeutender persischer Sufi (islamischer Mystiker)
- Abu Saif, Atef (* 1973), palästinensischer Schriftsteller
- Abū Salama ibn ʿAbd al-Asad († 625), Zeitgenosse Muhammads
- Abu sch-Schalaghlagh († 899), dritte Großmeister der Ismailiten in Salamya
- Abu Schagur, Mustafa (* 1951), libyscher Politiker, Ministerpräsident (2012)
- Abu Schawir, Raschad (1942–2024), palästinensischer Autor
- Abu Shujaa (1998–2024), palästinensischer Milizionär und Aktivist
- Abu Sisi, Dirar (* 1969), arabischer Ingenieur
- Abu Subaida (* 1971), palästinensischer TerrorverdächtigerAbu Subaida (* 1971)

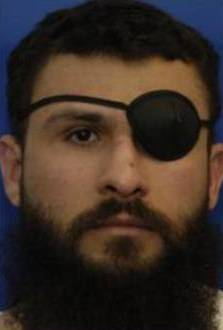
Abu Subaida (* 1971)

- Abū Sufyān ibn Harb, Führer der Quraisch in Mekka
- Abu Sujad, Hafiz (* 1990), singapurischer Fußballspieler
- Abu Sulayman, Abdul Hamid (1936–2021), saudi-arabischer Politologe und Islamgelehrter in den USA; Präsident des IIIT in Herndon, Virginia
- Abu Suleyman, Mona (* 1973), saudische Frauenrechtlerin
- Abu Sway, Mustafa (* 1958), palästinensischer Islamwissenschaftler
- Abu Tahir as-Sa’igh († 1113), Oberhaupt der Ismailiten in Syrien
- Abu Taleb, Sufi (1925–2008), ägyptischer Politiker
- Abū Tālib ibn ʿAbd al-Muttalib († 619), Onkel des Propheten Mohammed und dessen Schutzherr in Mekka
- Abu Tammam (804–845), arabischer Dichter
- Abu Taschfin I. († 1337), Sultan der Abdalwadiden in Algerien (1318–1337)
- Abu Thabit Amir († 1308), Sultan von Marokko
- Abu Tir, Muhammad (* 1951), palästinensischer Politiker (Hamas)
- Abu Tir, Ziyad (* 1973), palästinensischer Kommandant des „Islamischen Heiligen Krieges“
- Abu Toha, Mosab (* 1992), palästinensischer Lyriker, Essayist, Schriftsteller und BibliothekarMosab Abu Toha (* 1992)

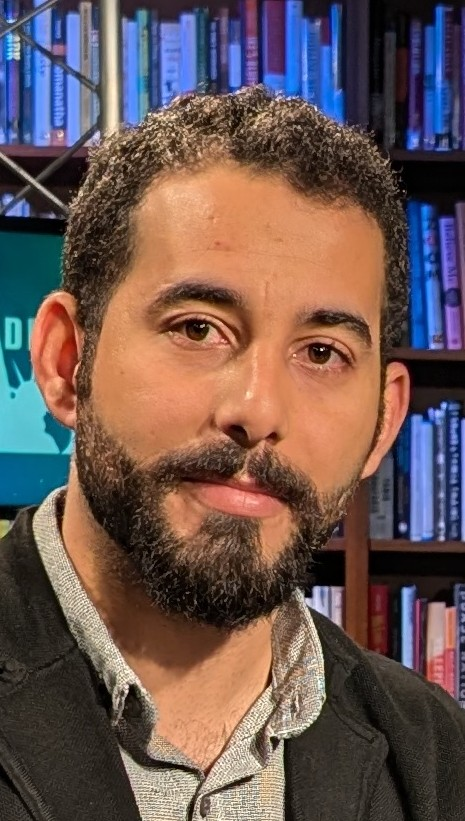
Mosab Abu Toha (* 1992)

- Abū ʿUbaid al-Bakrī (1014–1094), spanisch-arabischer Geograph und Historiker
- Abū ʿUbaida ibn al-Dscharrāh († 638), Gefährte Mohammeds (Sahaba)
- Abū ʿUbaida Muslim ibn Abī Karīma, islamischer Rechtsgelehrter
- Abu Umar ibn Said († 1287), Raʾīs von Manūrqa
- Abu Uthman Said ibn Hakam al-Quraschi (1204–1282), Raʾīs von Menorca
- Abu Wael, Tawfik (* 1976), palästinensischer Filmemacher und Regisseur
- Abu Walaa (* 1984), irakischstämmiger islamistischer Prediger und Terrorist
- Abu Yahya († 1230), maurischer Gouverneur auf der Baleareninsel Mallorca
- Abu Yahya († 1282), erster Sultan der Abdalwadiden in Algerien
- Abu Yahya Abu Bakr († 1258), erste Sultan der Meriniden in Marokko (1244–1258)
- Abu Yaqub Yusuf († 1307), Herrscher der Meriniden in Marokko (1286–1307)
- Abu Yaqub Yusuf I. († 1184), zweiter Kalif der Almohaden (1163–1184)
- Abū Yazīd Machlad ibn Kaidād (874–947), Aufstandsführer der Charidschiten in Ifriqiya
- Abū Yūsuf († 798), Mitbegründer der hanafitischen Rechtsschule des sunnitischen Islam
- Abu Yusuf Yaqub († 1286), dritter Sultan der Meriniden in Marokko
- Abu Zaid, Nasr Hamid (1943–2010), ägyptischer Denker und islamischer GelehrterNasr Hamid Abu Zaid (1943–2010)

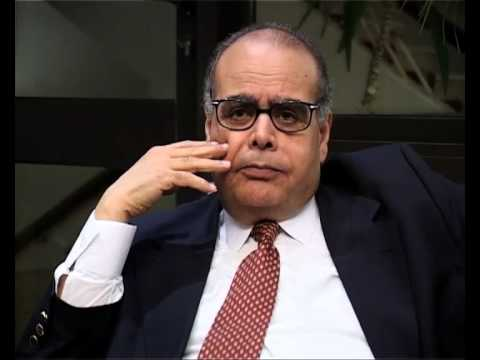
Nasr Hamid Abu Zaid (1943–2010)

- Abu Zaid, Salah (* 1923), jordanischer Politiker und Diplomat
- Abu Zayd, Hikmat († 2011), ägyptische Politikerin und Hochschullehrerin
- Abu Zeid, Mahmoud (* 1935), ägyptischer Politiker
- Abu Zeid, Mahmud (* 1987), ägyptischer Pressefotograf
- Abu Zeid, Mohamed Hamdy (* 1918), ägyptischer Diplomat und Politiker
- Abu, Joy (* 1999), nigerianische Hürdenläuferin
- Abu, Mohammed (* 1991), ghanaischer Fußballspieler
- Abu-Assad, Hany (* 1961), niederländisch-palästinensischer Filmregisseur und Drehbuchautor
- Abu-Ghazaleh, Talal (* 1938), jordanischer Unternehmer
- Abu-Jamal, Mumia (* 1954), US-amerikanischer Journalist und BürgerrechtlerMumia Abu-Jamal (* 1954)

Mumia Abu-Jamal (* 1954)

- Abu-Laban, Yasmeen (* 1966), kanadische Politikwissenschaftlerin
- Abu-Libdeh, Mohammad (* 1983), jordanischer Taekwondoin
- Abu-Lughod, Ibrahim (1929–2001), palästinensisch-amerikanischer Politikwissenschaftler und Politiker
- Abu-Lughod, Janet (1928–2013), US-amerikanische Soziologin
- Abu-Sittah, Ghassan, britisch-palästinensischer plastischer und rekonstruktiver Chirurg

### Abua
- Abuaku, Joshua (* 1996), deutscher Sprinter und Hürdenläufer

### Abub
- Abubakar, Abdu Usman (* 1954), nigerianischer Diplomat
- Abubakar, Abdulsalami (* 1942), nigerianischer Staatspräsident
- Abubakar, Asumah (* 1997), portugiesischer Fußballspieler
- Abubakar, Atiku (* 1946), nigerianischer Politiker und Unternehmer
- Abubakar, Hajiya Aisha (* 1966), nigerianische Politikerin
- Abubakar, Kader (* 1999), ivorischer Fußballspieler
- Abubakar, Muhammad Sa'ad (* 1956), nigerianischer Soldat und Sultan von Sokoto
- Abubakar, Mustafa (* 1949), indonesischer Wirtschaftsminister
- Abubakari II., König des Mali-Reiches in Westafrika
- Abubaker, Foaad Ali (* 1982), katarischer Marathonläufer
- Abubakr, Nagmeldin Ali (* 1986), sudanesischer Sprinter
- Abubkheet, Wesam (* 1986), palästinensische Leichtathletin

### Abuc
- Abuccus, antiker römischer Toreut
- Abuchazira, Aharon (1938–2021), israelischer Politiker und Minister

### Abud
- Abud, Liliana (* 1948), mexikanische Schauspielerin und Schriftstellerin
- Abuda (* 1986), brasilianischer Fußballspieler
- Abuda (* 1989), brasilianischer Fußballspieler
- Abudbakar, Yakubu (* 1990), ghanaischer Fußballspieler
- Abudiente, Moses Gideon († 1688), Rabbiner und Autor
- Abudius Ruso, römischer Senator und Delator
- Abudu, Mosunmola (* 1964), nigerianische Medienunternehmerin und -persönlichkeit sowie Geschäftsfrau
- Abudulam, Abdurasul (* 2001), chinesischer Fußballspieler

### Abue
- Abueg, Frederick, philippinischer Politiker
- Abuelaish, Izzeldin (* 1955), palästinensisch-kanadischer Arzt, Hochschullehrer und Friedensaktivist

### Abug
- Abugan, Folashade (* 1990), nigerianische Sprinterin
- Abughaush, Ahmad (* 1996), jordanischer Taekwondoin

### Abuh
- Abuhatzeira, Elazar (1948–2011), israelischer Rabbiner
- Abuhay, Yitayew (* 1996), israelischer Leichtathlet
- Abuhif, Abdellatif (1929–2008), ägyptischer Marathonschwimmer

### Abui
- Abuín Ares, Uxío (* 1991), spanischer Triathlet

### Abuj
- Abuja, Matthias (1850–1903), österreichischer Rechtsanwalt und Politiker
- Abujbara, Tala (* 1992), katarische Ruderin

### Abuk
- Abukari, Ibrahim (* 1996), ghanaischer Fußballspieler
- Abukhousa, Mohammed (* 1992), palästinensischer Sprinter
- Abukowa, Leila Asretowna (* 1951), sowjetische bzw. russische Erdölgeologin
- Abukutsa-Onyango, Mary (* 1959), kenianische Agrarwissenschaftlerin

### Abul
- Abul Futuh, Abdel Moneim (* 1951), ägyptischer Politiker
- Abul Gharib, byzantinischer Statthalter von Kilikien
- Abul Gharib, Herr der Stadt Birecik
- Abu’l-Fida (1273–1331), muslimischer Chronist, Herr von Hama
- Abuladse, Jago Dschumberowitsch (* 1997), russischer Judoka
- Abuladse, Tengis (1924–1994), georgischer Filmregisseur
- Abulafia, Abraham (* 1240), spanischer Kabbalist und Mystiker
- Abulafia, David (* 1949), britischer Historiker
- Abulaschwili, Temuri (* 1998), georgischer Diskuswerfer
- Abulcasis (936–1013), muslimischer Arzt und Chirurg
- Abulhawa, Susan (* 1970), palästinensisch-US-amerikanische Autorin und politische AktivistinSusan Abulhawa (* 1970)

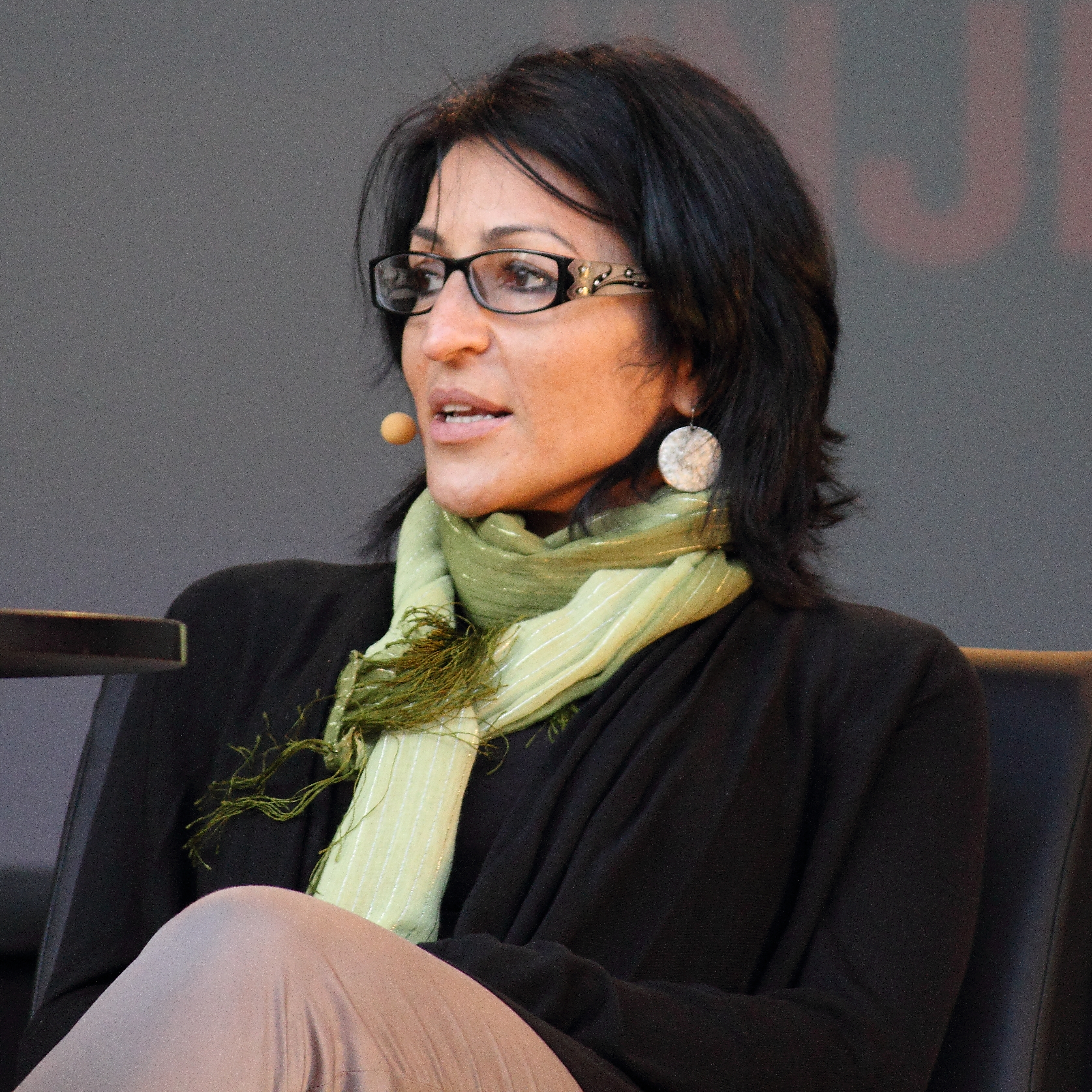
Susan Abulhawa (* 1970)

- Abulites († 324 v. Chr.), Satrap von Susa
- Abuljadayel, Kariman (* 1994), saudi-arabische Sprinterin
- Abuljadayel, Yara Ahmed (* 1998), saudi-arabische Sprinterin
- Abulnar, Franc (1909–1995), jugoslawischer Radrennfahrer
- Abulwalid Merwan ibn Dschanach, jüdischer Gelehrter

### Abum
- Abumdas, Khalid Belaied (* 1987), libyscher Snookerspieler

### Abun
- Abunda, Dominic Ongidi (* 1993), kenianischer Hammerwerfer
- Abundantia († 804), italienische Heilige
- Abundantius, römischer Heermeister der Spätantike
- Abundis, José Manuel (* 1973), mexikanischer Fußballspieler
- Abundius, Heiliger, Küster im Petersdom
- Abundius († 258), Heiliger
- Abundius, katholischer Priester
- Abunimah, Ali (* 1971), palästinensisch-amerikanischer Journalist und Co-Gründer der Electronic Intifada

### Abuo
- Abuom, Agnes (1949–2023), kenianische Spezialistin für Entwicklungshilfe, anglikanische Vertreterin im Ökumenischen Rat der Kirchen (ÖRK)

### Abur
- Aburakia, Marcel (* 1995), deutscher Journalist
- Aburaya, Shigeru (* 1977), japanischer Marathonläufer
- Aburaya, Tatsu (1886–1969), japanischer Maler
- Aburdschania, Giorgi (* 1995), georgischer Fußballspieler
- Aburius Bassus, Decimus, römischer Suffektkonsul (85)
- Aburni, König von Nobatia in Nubien (um 450)
- Aburnius Caedicianus, Quintus, Konsul 120/121
- Aburnius Severus, Lucius, römischer Offizier (Kaiserzeit)
- Aburnius Torquatus, Lucius, römischer Offizier (Kaiserzeit)
- Aburnius Valens, Gaius, römischer Suffektkonsul (109)
- Aburnius Valens, Lucius Fulvius, römischer Jurist
- Aburouss, Omar (* 2002), jordanischer Leichtathlet
- Aburto, Marcos (1916–2008), chilenischer Jurist, Richter und Senator
- Aburub, Muhammed (* 1994), ghanaischer Fußballspieler
- Aburumieh, Margarete (* 1951), österreichische Politikerin (ÖVP), Mitglied des Bundesrates

### Abus
- Abusaad, Shireen, libanesische Sängerin, Liedermacherin und Influencerin
- Abusal, Wasim (* 2004), palästinensischer Boxer
- Abusch, Alexander (1902–1982), deutscher Journalist, Schriftsteller und Politiker (SED), MdVAlexander Abusch (1902–1982)

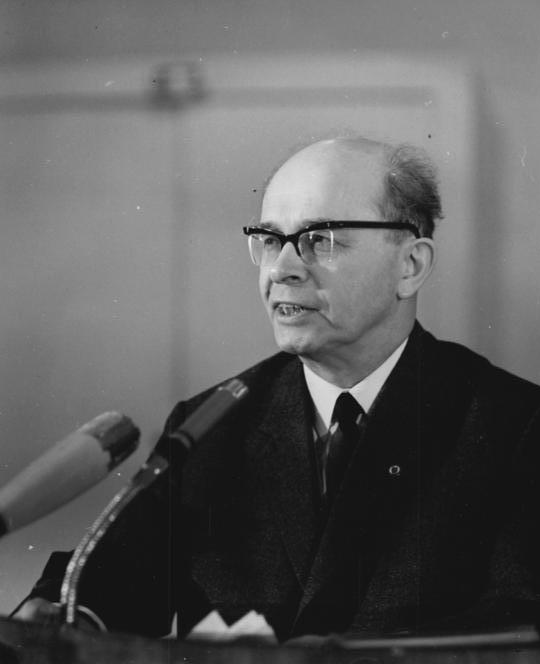
Alexander Abusch (1902–1982)

- Abusch, Dorit (* 1955), israelische Autorin und Sprachwissenschaftlerin mit dem Schwerpunkt Semantik
- Abuschachmetow, Alexander (1954–1996), sowjetischer Degenfechter
- Abuschakinowa, Abiba (* 1997), kasachische Judoka
- Abuschew, Magomedgassan Mingaschutdinowitsch (* 1959), russischer Ringer
- Abusdal, Helene (* 1978), norwegische Badmintonspielerin
- Abusdal, Lars Gunnar (* 1981), norwegischer Badmintonspieler
- Abusland, Anja Ninasdotter (* 1995), norwegische Politikerin
- Äbussejitow, Qairat (* 1955), kasachischer Diplomat
- Abussi, Franco (* 1947), italienischer Kameramann, Drehbuchautor und Filmregisseur
- Abussi, Luigi (* 1852), italienischer Geiger, Musikpädagoge und Komponist

### Abut
- Abutalıbov, Hacıbala (* 1944), aserbaidschanischer Physiker und Politiker
- Abutbul, Alon (1965–2025), israelischer SchauspielerAlon Abutbul (1965–2025)

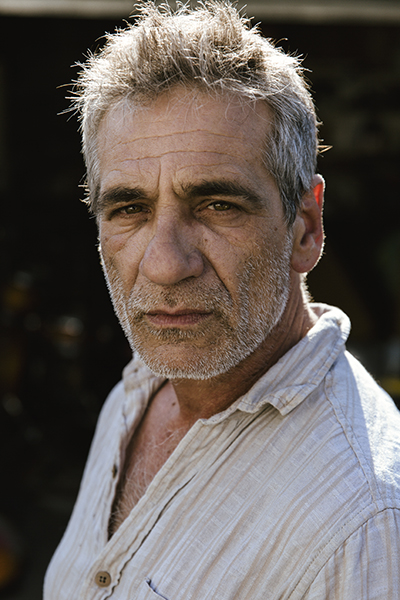
Alon Abutbul (1965–2025)

- Abutbul, Shay (* 1983), israelischer Fußballspieler
- Abutkow, Alexei Wladimirowitsch († 1945), russischer Komponist und Musikpädagoge
- Abutovic, Aleksandar (* 1965), serbisch-deutscher Fußballspieler
- Abutović, Ilija (* 1988), serbischer Handballspieler
- Abutsu-ni († 1283), japanische Dichterin